# Ludwig Ganglbauer
Pour les articles homonymes, voir Ganglbauer.
Ludwig Ganglbauer, né le 1er octobre 1856 à Vienne et mort le 5 juin 1912 à Rekawinkel près de Kaltenbach, est un entomologiste autrichien, spécialiste des coléoptères.

## Biographie
Il est le fils de Franz Ganglbauer (1823-1874), haut fonctionnaire des finances, et le neveu de l'abbé de Kremsmünster, Cölestin Joseph Ganglbauer (1817-1889), futur archevêque de Vienne et cardinal. Ludwig Ganglbauer poursuit ses études à l'université de Vienne jusqu'au doctorat. Il enseigne les sciences naturelles en 1878 au Gymnasium académique où il avait fait ses études et en 1880 devient assistant de Friedrich Moritz Brauer au cabinet d'histoire naturelle de la Cour. Il épouse Eugenie Starke en 1883 dont il a un fils.
En 1893, il est nommé conservateur à la collection zoologique dont il enrichit la collection de coléoptères, en particulier de la région paléarctique. Il est nommé en 1906 directeur de la collection zoologique du muséum d'histoire naturelle de Vienne, mais il souffre à partir de 1910 d'un cancer du côlon qui le foudroie à l'âge de cinquante-cinq ans.
Il est nommé conseiller administratif en 1908 et membre-correspondant de l'Académie impériale des sciences de Vienne.

## Publications
- Die Käfer von Mitteleuropa. – Die Käfer der österreichisch-ungarischen Monarchie, Deutschlands, der Schweiz sowie des französischen und italienischen Alpengebietes. 1892–1904. Wien (Verlag von Carl Gerolds Sohn). Œuvre devant être publiée en 7 volumes, mais la Première Guerre mondiale en interrompt la publication.
  - Ier tome, Familienreihe Caraboidea, 557 pages, 55 illustrations. 1892.
  - IIe tome. Familienreihe Staphylinoiäea, 1re partie, 880 pages, 38 illustrations. 1895. Les Staphylinoidés étaient avec les Cerambycidae l'objet d'étude préféré de Ganglbauer.
  - IIIe tome. Familienreihe Staphylinoidea, 2e partie Teil, et Familienreihe Clavicornia. 1046 pages, 46 illustrations. 1899.
  - IVe tome. Première partie, Dermestidae, Byrrhidae, Nosodendridae, Georyssidae, Dryopidae, Heteroceridae, Hydrophilidae. 286 pages, 12 illustrations. 1904.

## Source
- (de) Cet article est partiellement ou en totalité issu de l’article de Wikipédia en allemand intitulé « Ludwig Ganglbauer » (voir la liste des auteurs).